# Marcus Burman
Lars Marcus Burman, född 9 augusti 1996, är en svensk fotbollsspelare som spelar för Sollentuna FK.

## Karriär
Burmans moderklubb är Huddinge IF. Han spelade som ung även för Hammarby IF. Inför säsongen 2016 gick Burman till FC Gute. I mars 2018 värvades han av Nyköpings BIS. I december 2019 värvades Burman av Akropolis IF, där han skrev på ett tvåårskontrakt.
I december 2021 värvades Burman av GIF Sundsvall, där han skrev på ett treårskontrakt. I mars 2025 skrev Burman på för Sollentuna FK.